# Schloss Geigant

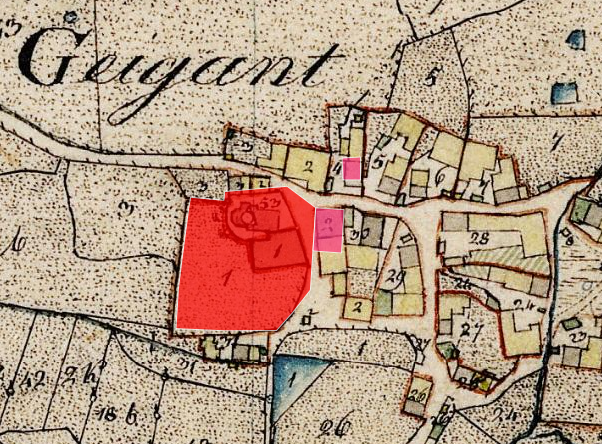
Lageplan von Schloss Geigant auf dem Urkataster von Bayern

Das abgegangene Schloss Geigant befand sich in dem gleichnamigen Ortsteil der Oberpfälzer Stadt Waldmünchen im Landkreis Cham von Bayern (Pfarrstraße 4). Das Schloss bzw. die ehemalige Burg stand auf einem zum Schwarzbach abfallenden Hang nahe der Stelle der früheren Schlosskapelle, die heute von der neu erbauten Kirche eingenommen wird. Die Anlage wird als Bodendenkmal unter der Aktennummer D-3-6642-0017 im Bayernatlas als „archäologische Befunde des Mittelalters und der frühen Neuzeit im Bereich des abgegangenen Schlosses und der abgegangenen Kirche St. Bartholomäus in Geigant“ geführt.

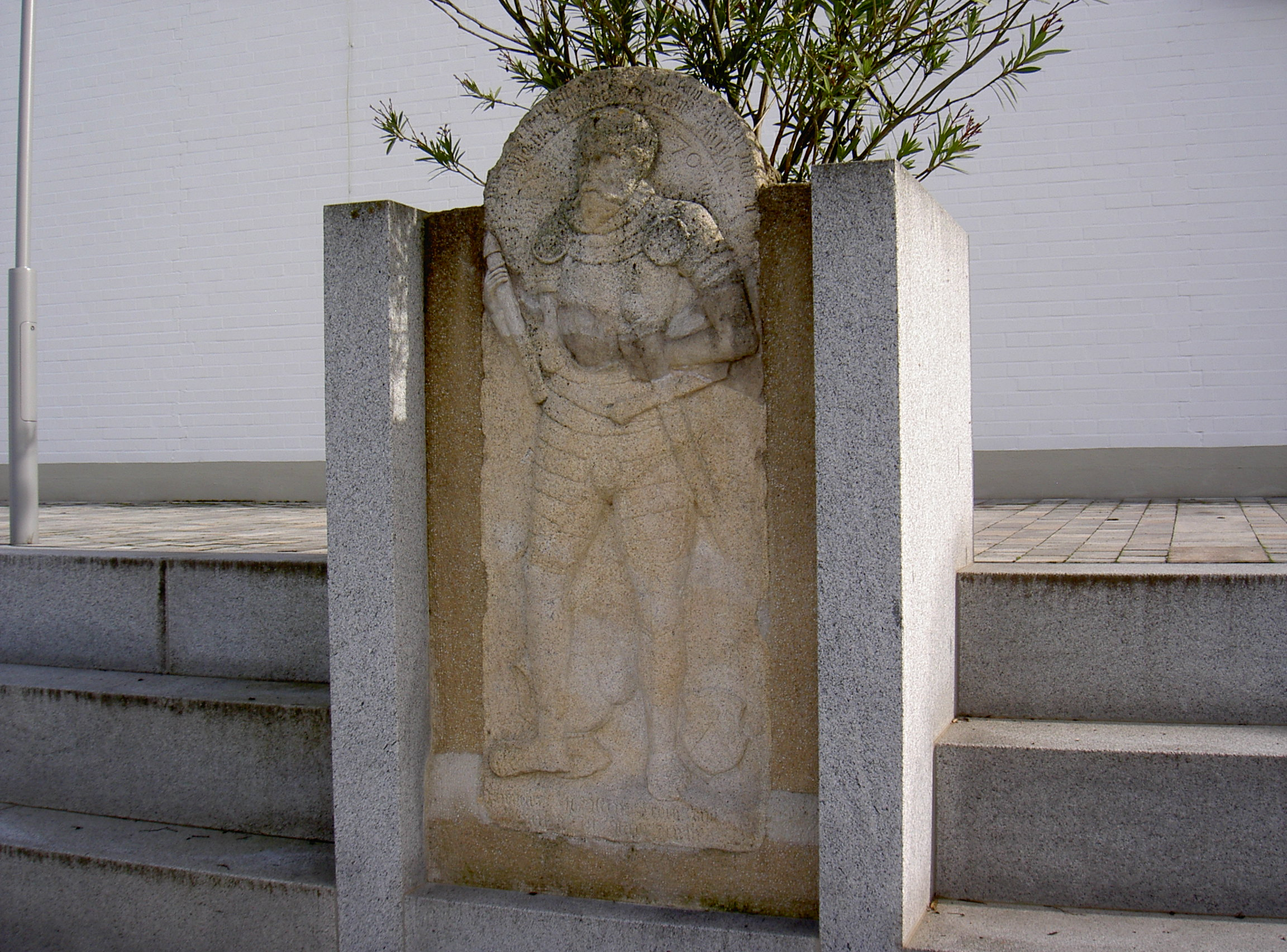
Ritter mit Plattenharnisch und Wappen der Kagerer in Geigant aus dem 16. Jahrhundert

## Geschichte
Die erste hiesige Namensträgerin ist eine 1120 genannte Gertrud Gaiganterin. 1261 ist ein Wolframus de Gigant erwähnt. Vermutlich gehörte diese Gegend den Markgrafen von Cham wie auch die naheliegende Burg zu Katzbach. 1271 wird ein Albertus de Gigant bezeugt. Die Entstehung einer Burg zu Geigant ist spätestens in der zweiten Hälfte des 13. Jahrhunderts anzusetzen. In dem bayerischen Teilungsvertrag von 1331 wird Geigant der Sitz, geiganttinger genannt.
Die Familie der Geiganter steht in enger Beziehung zu dem Kloster Schönthal und erlebt unter Wolfgang II. Geygant einen bedeutsamen Aufstieg. Dieser wird 1289 und auch später noch als Richter im Landkreis Neunburg vorm Wald genannt. Mit ihm treten auch seine Brüder Dietrich († nach 1315) und Rudeger auf. 1301 bezeichnet er sich als dominus de Geygant und 1316 wird er der Erbärge Ritter, Her Wolfram von Gaigent genannt. Zusammen mit seinem Bruder Heinrich I. stiftet er († 1315) die Begräbniskapelle seiner Familie im Kloster Schönthal. Heinrich I. war zwischen 1305 und 1310 Richter zu Neunburg und hat 1313 auch an der Schlacht von Gammelsdorf teilgenommen. Auch in der dritten Generation treten fünf Geiganter Brüder auf: Hans I. war Richter auf der Schwarzenburg und ist zwischen 1319 und 1367 nachweisbar, Dietrich II. war Viztum 1359–1362 von Nabburg und wird zwischen 1319 und 1368 genannt, Theoderich wird zwischen 1338 und 1348 erwähnt. Heinrich II. von Geigand taucht erstmals 1341 auf, war 1351 Richter zu Amberg und ist letztmals 1388 urkundlich belegt. Der letzte der Brüder, Wolfram III.  wird nur 1326 und 1342 bei der Stiftung eines Jahrestages erwähnt.
In der vierten Generation ist ein Wolfhart der Geyganter einmal 1354 als Zeuge genannt und ein Hilprant II. 1355. Er wird 1417 im Zusammenhang mit dem Sitz zu Kaczpach genannt, und vermacht diesen Sitz seiner Schwester und deren Kindern. Ein 1415 bei dem Erwerb des Sitzes zu Eslarn von den Wartbergern erwähnter Hiltprant (III.) dürfte bereits der nächsten Generation angehören. In seinem Testament überlässt er seinem Weibe, Margareten der Geiganterin, den Sitz zu Geigant mit aller Zubehörung, wie er ihn von Stephan dem Geiganter erwarb. Dieser Steffan der Geyganter ist 1395–1398 bezeugt. Zwischen 1434 und 1470 erscheint noch ein Peter Geyganter. Dieser muss in finanzielle Schwierigkeiten gekommen sein, denn er war vor 1453 gezwungen, seinen Stammsitz an die Kagerer zu verkaufen. Er selbst besaß noch ein Gut zu Rhan in der heutigen Gemeinde Schönthal.
1440 ist hier Friedrich Khagerer auf Geigant belegt. Bis 1625 blieb diese Familie im Besitz der Burg. Sie hatte ihre Grablege in der Schlosskapelle zu Geigant. Eine von 1540 datierende Ansicht zeigt Geigant mit einem großen und einem kleinen Turm neben einem Tor und einem steilgiebeligen Herrenhaus. 1579 wird aus Geigant eine Hofmark. 1625 erwarb der Schwiegersohn des Georg Kagerer, Hans Sebastian von Thein, das Landsassengut. 1630 verkauft er dieses an Andreas Kolb von Raindorf auf Lixenried. Dessen Witwe musste 1660 wegen ihres evangelischen Glaubens auswandern. Bereits 1641 war das Schloss während des Dreißigjährigen Krieges niedergebrannt worden. Auch die Kapelle auf dem Pleschenberg, welche von 1577 bis 1626 als calvinistische Pfarrkirche diente, wurde bei dieser Gelegenheit ebenfalls zerstört. Deren Funktion übernahm dann die Schlosskapelle, die wohl um 1655 neu erbaut wurde.
Zwischen 1671 und 1716 ist Hans Christoph Kronacher Besitzer von Geigant. 1724 ist Franz Siigmund Singer aus Moskau Inhaber, ihm folgt 1741 sein Sohn Franz Sigmund von Singer. 1745 ist hier Joseph Wenzel von Kern nachweisbar, der die mit dem Schloss verbundene Schlosskapelle St. Bartholomäus renovieren ließ. 1793 verkauften seine Erben Geigant an Wilhelm von Weinbach. Die letzten Besitzer waren die Grafen von Pestalozza auf Birken-Amdorf. 1818 wurde die Hofmark aufgehoben, die dazugehörenden Besitzungen „zertrümmert“ und die Untertanen dem Richter von Waldmünchen unterstellt.

## Schloss Geigant
Das Schloss war ein rechteckiger Baukörper, dessen zur Straßenseite weisende Giebelfront leicht schräg verlief. Im östlichen Teil der Nordseite war das Gebäude leicht verbreitert. Daran schloss unmittelbar die Schlosskapelle an. Der Schlossbau wurde zwischen 1845 und 1849 abgebrochen. Die Schlosskapelle wurde in der zweiten Hälfte des 19. Jahrhunderts nochmals verändert und 1970 ganz abgebrochen. Von dem Schloss ist heute nichts mehr zu sehen. Ein granitenes Epitaph, das eine lebensgroße Figur eines Ritters mit Plattenharnisch und mit dem Wappen der Kagerer aus dem Ende des 16. Jahrhunderts zeigt, ist seit 2009 in der Umfassungsmauer der jetzigen Kirche von Geigant eingemauert worden.
An die ritterliche Vergangenheit von Geigant erinnern auch die Ritterschützen Geigant.